# Réservoir Bersimis-2
Das Réservoir Bersimis-2 ist ein Stausee am Fluss Rivière Betsiamites in der kanadischen Provinz Québec.
Der zugehörige Staudamm Barrage Bersimis-2 (bei 49° 10′ 3″ N, 69° 14′ 37″ W) wurde in den Jahren 1956 bis 1959 errichtet. Das Wasserkraftwerk Bersimis-2, ein Laufwasserkraftwerk bei 49° 10′ 31″ N, 69° 13′ 45″ W, wird von Hydro-Québec betrieben. Es besitzt fünf Turbinen mit einer Leistung von 869 MW, die Fallhöhe beträgt 115 Meter.
20 Kilometer oberstrom des Stausees liegt der Kraftwerkskomplex Bersimis-1 mit dem Réservoir Pipmuacan. Dieser reguliert den Wasserzustrom in den Stausee.